# مولن روژ (فیلم ۱۹۵۲)
مولن روژ (انگلیسی: Moulin Rouge) فیلمی در ژانر درام و رمانتیک به کارگردانی جان هیوستون است که در سال ۱۹۵۲ منتشر شد.

## بازیگران
از بازیگران آن می‌توان به خوزه فرر، کولت مرشان، کریستوفر لی، دیان کیلنتو، و پیتر کوشینگ اشاره کرد.

## جوایز اسکار
این فیلم برنده جایزه اسکار بهترین کارگردانی هنری و جایزه اسکار بهترین طراحی لباس در سال ۱۹۵۲ شده است.